# Carlo Maria Viola
Carlo Maria Viola (* 2. November 1855 in Zara, Dalmatien; † 4. August 1925 in Bologna) war ein italienischer Geologe, Bergbauingenieur und Mineraloge.

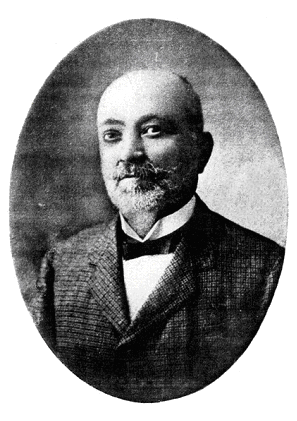

## Leben
Viola war der Sohn eines Kapitäns und ging in Dalmatien, Istrien, Graz und Wien zur Schule. Er studierte zunächst in Wien und an der Bergbauakademie in Berlin (mit einem italienischen Stipendium) und dann Ingenieurwesen in Rom. Danach ging er ins Bergbauingenieurs-Corps (Corpo reale delle minere) und als Geologe in den Staatsdienst. 1900 wurde er Chefingenieur des Bergbaudistrikts von Iglesias und Direktor der dortigen Bergbauschule. 1905 wurde er Professor für Mineralogie an der Universität Parma. Viele Jahre ging er in den Sommermonaten nach Deutschland zu Paul von Groth in München und Viktor Moritz Goldschmidt in Heidelberg.
Viola trug zur geologischen Karte Italiens bei, befasste sich aber vor allem mit mathematischer Kristallographie und Kristallphysik, worüber er ein Lehrbuch schrieb. Er war Ehrenmitglied der Mineralogical Society of Great Britain and Ireland und Mitglied der Accademia dei Lincei (1912). Verheiratet war er mit der Zürcherin Clara Schneider (1866–1931). An ihrer Seite liegt er bis heute auf dem evangelischen Friedhof des Cimitero Monumentale della Certosa di Bologna beerdigt.

## Schriften
- Trattato di cristallografia, Hoepli, Mailand 1920
  - Deutsche Ausgabe: Grundzüge der Kristallographie, W. Engelmann, Leipzig 1904